# António Mendes Calado
António Maria Mendes Calado (Cabeço de Vide, 11 de janeiro de 1957), Almirante da Marinha Portuguesa, é um militar português, e antigo Chefe do Estado-Maior da Armada e da Autoridade Marítima Nacional.

## Carreira na Marinha
O almirante ingressou na Escola Naval em 1974 e concluído a licenciatura em Ciências Militares Navais – Marinha, em 1978.
Especializou-se em Artilharia e possui, entre outros, o Curso Geral Naval de Guerra, o Curso Complementar Naval de Guerra e o Curso de Promoção a Oficial General.
Frequentou ainda cursos na área dos sistemas de armas das fragatas da classe “Vasco da Gama”, em escolas nacionais e estrangeiras, designadamente da Marinha dos EUA, na área dos sistemas de mísseis SeaSparrow e Harpoon. Frequentou igualmente o International Defence Management Course no Defense Resources Management Institute, na Califórnia, e o Maritime Warfare Course, na HMS Dryad School, em Portsmouth.
Em terra desempenhou funções como instrutor do curso de oficiais e mais tarde como diretor da Escola de Artilharia Naval, chefe do gabinete de operações AWW do Centro Integrado de Treino e Avaliação Naval, chefe da secção de exercícios do Comando Naval, chefe da secção de treino do departamento de treino e avaliação da Flotilha, onde acumulou as funções de oficial de ligação ao Flag Officer Sea Training (FOST) para o treino das fragatas da classe “Vasco da Gama”, entre 1996 e 1999. Exerceu funções de oficial adjunto do Chefe da Divisão de Pessoal e Organização do Estado-Maior da Armada, foi Adido de Defesa junto da Embaixada de Portugal em Varsóvia e, em acumulação, das embaixadas de Portugal em Kiev, Bratislava, Bucareste e Budapeste.
Depois de ter terminado o Curso de Promoção a Oficial General, em 2008, chefiou a Divisão de Pessoal e Organização do EMA e, após a promoção a contra-almirante, desempenhou os cargos de Comandante da Zona Marítima dos Açores e de Subchefe do Estado-Maior da Armada.
Navegou cerca de vinte mil horas, tendo desempenhado funções como chefe do serviço de navegação e de comunicações dos NRP João Coutinho e Afonso Cerqueira, oficial imediato do NRP Lagoa, chefe do serviço de artilharia do NRP Comandante João Belo e chefe do departamento de operações do NRP Vasco da Gama.
Concluiu a sua carreira no mar como comandante do NRP Corte Real, entre julho de 2002 e dezembro de 2005, período durante o qual participou no treino operacional no FOST, comandou a força envolvida na crise da Guiné-Bissau em 2004 e integrou, por um período de seis meses, o Standing Nato Maritime Group One em 2005.
Foi promovido a vice-almirante em setembro de 2015, tendo tomado posse como Superintendente do Material em outubro de 2015.  Em outubro de 2016 tomou posse como Vice-Chefe do Estado-Maior da Armada, cargo que desempenhou em acumulação com o de Superintendente do Material até março de 2017.
Exerceu as funções de Chefe do Estado-Maior da Armada e Autoridade Marítima Nacional entre 1 de março de 2018, data em que foi promovido a almirante, e 27 de dezembro de 2021.

## Condecorações
Da sua folha de serviços constam vários louvores e condecorações, de que se destacam três Medalhas de Prata de Serviços Distintos, a Medalha de Mérito Militar de 2.ª Classe, a Medalha da Cruz de São Jorge de 1.ª classe, a Medalha da Cruz Naval de 3.ª Classe e a Medalha de Ouro de Comportamento Exemplar.
- Medalha da Força de Proteção das Nações Unidas (4 de novembro de 1997)[3]
- Grande-Oficial da Ordem do Mérito Naval do Brasil (27 de junho de 2019)[3]
- Grã-Cruz da Ordem Militar de Cristo (27 de dezembro de 2021)[4]